# Siergiej Sołowjow (historyk)

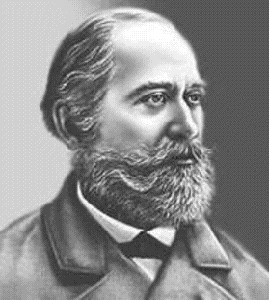
Siergiej Sołowjow

Siergiej Michajłowicz Sołowjow (ros. Сергей Михайлович Соловьёв; ur. 5 maja?/17 maja 1820, zm. 4 października?/16 października 1879 – rosyjski historyk, profesor Uniwersytetu Moskiewskiego, autor wielotomowego dzieła Historia państwa rosyjskiego od najdawniejszych czasów. Ojciec Władimira Sołowjowa.